# Uranotaenia ugandae
Uranotaenia ugandae är en tvåvingeart som beskrevs av Cunha Ramos 1993. Uranotaenia ugandae ingår i släktet Uranotaenia och familjen stickmyggor.
Artens utbredningsområde är Uganda. Inga underarter finns listade i Catalogue of Life.